# Волбач (Небраска)
Волбач (енгл. Wolbach) град је у америчкој савезној држави Небраска.

## Демографија
По попису из 2010. године број становника је 283, што је 4 (-1,4%) становника мање него 2000. године.
| Група             | 2000.       | 2010.       |
| Белци             | 278 (96,9%) | 272 (96,1%) |
| Афроамериканци    | 0 (0,0%)    | 3 (1,1%)    |
| Азијати           | 0 (0,0%)    | 1 (0,4%)    |
| Хиспаноамериканци | 6 (2,1%)    | 3 (1,1%)    |
| Укупно            | 287         | 283         |